# Peridelias aprosita
Peridelias aprosita är en fjärilsart som beskrevs av Turner 1919. Peridelias aprosita ingår i släktet Peridelias och familjen mätare. Inga underarter finns listade i Catalogue of Life.